# Live in the UK 2008
Albums de Paramore
Riot!
(2007) The Final Riot!
(2008)
Live in the UK 2008 est le premier album live du groupe Paramore. Cet album est une édition limitée produit à seulement 1 000 exemplaires. Il a été enregistré lors de 3 live : le 30 janvier 2008 au Manchester Apollo, le 1er février 2008 au Brixton Academy, le 4 février 2008 au Birmingham Academy.
Les fans du Brixton et du Birmingham ont pu acheter les albums le soir même du live. Ceux ayant oublié leur cd ont pu acheté une copie en ligne grâce à leur ticket.

## Liste des chansons
Disque 1
1. For a Pessimist, I'm Pretty Optimistic
2. Born for This
3. Emergency
4. Never Let This Go
5. Fences
6. Let the Flames Begin
7. When It Rains

Disque 2
1. CrushCrushCrush
2. Pressure
3. Here We Go Again
4. That's What You Get
5. My Heart
6. Decoy
7. Misery Business